# Tùng sà
Tùng sà, Bách xù Trung Quốc, Tuyết tùng, Tùng tháp (danh pháp khoa học: Juniperus chinensis) là một loài thực vật hạt trần trong họ Cupressaceae. Loài này được L. mô tả khoa học đầu tiên năm 1767. Đây là một loại cây lá kim thường xanh phân bố ở Trung Quốc, Nhật Bản, Hàn Quốc, Myanmar và Đài Loan.

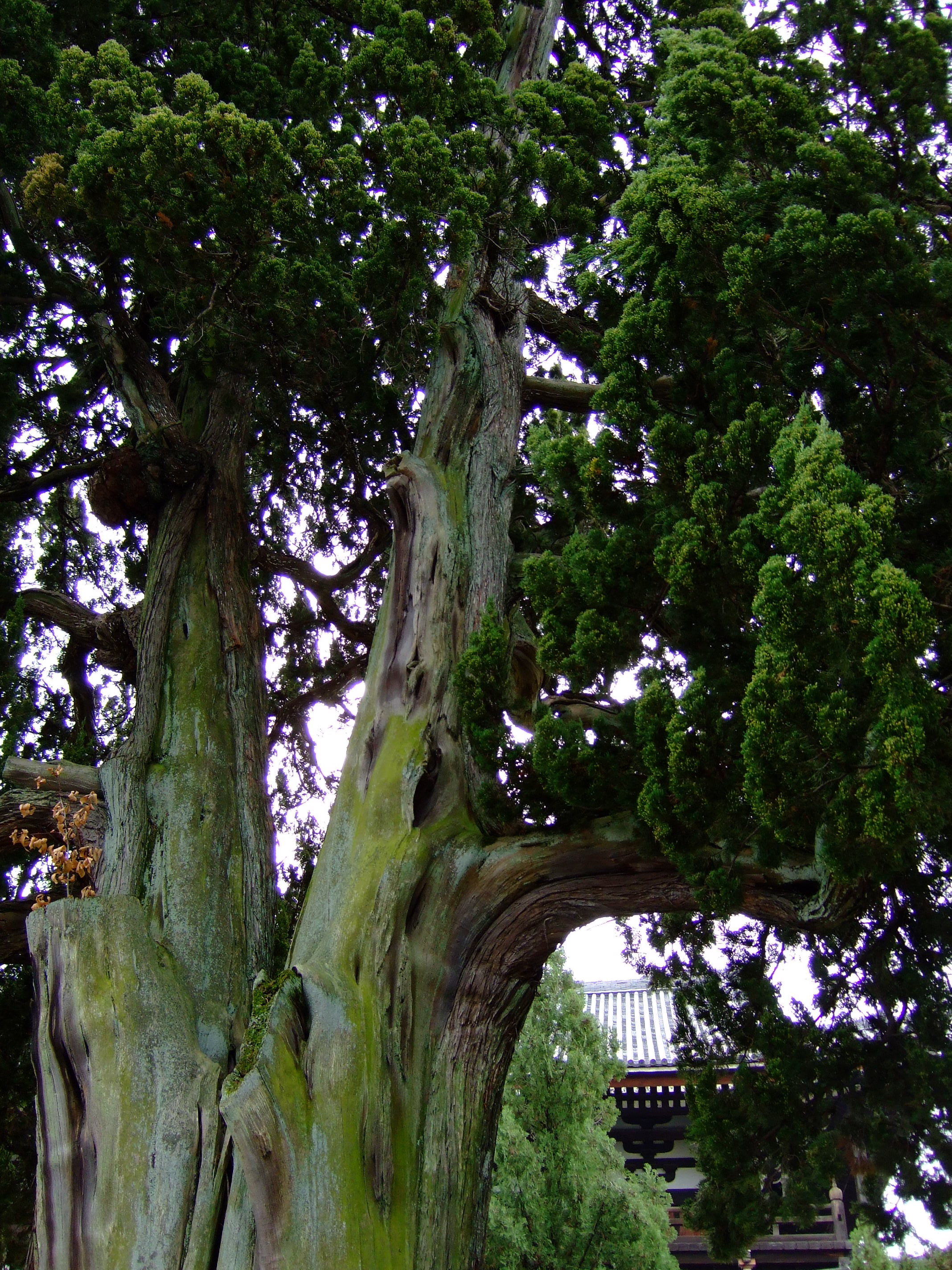
Arashiyama, Kyoto, Nhật Bản

Cây Bách xù Trung Quốc thường cao từ 1-20m, đây là một loại cây bonsai phổ biến. Ở Nhật bản, loài cây này được gọi là "Shimpaku". Trong số rất nhiều loại Shimpaku thì loại được ưa chuộn nhất là "Itoigawa" nhờ có tán lá rậm rạp, mịn và tốc độ sinh trưởng nhanh.

## Hình ảnh

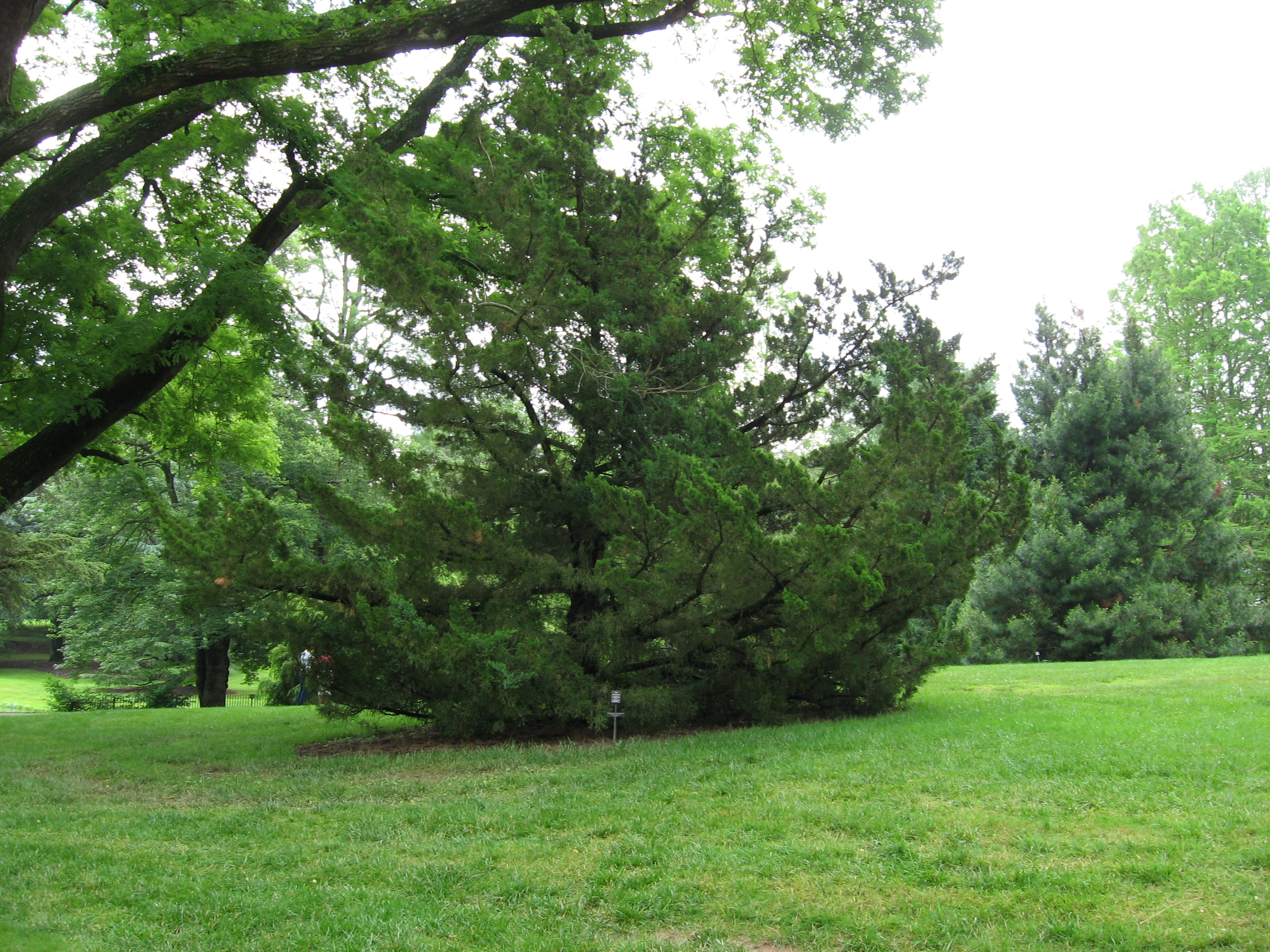
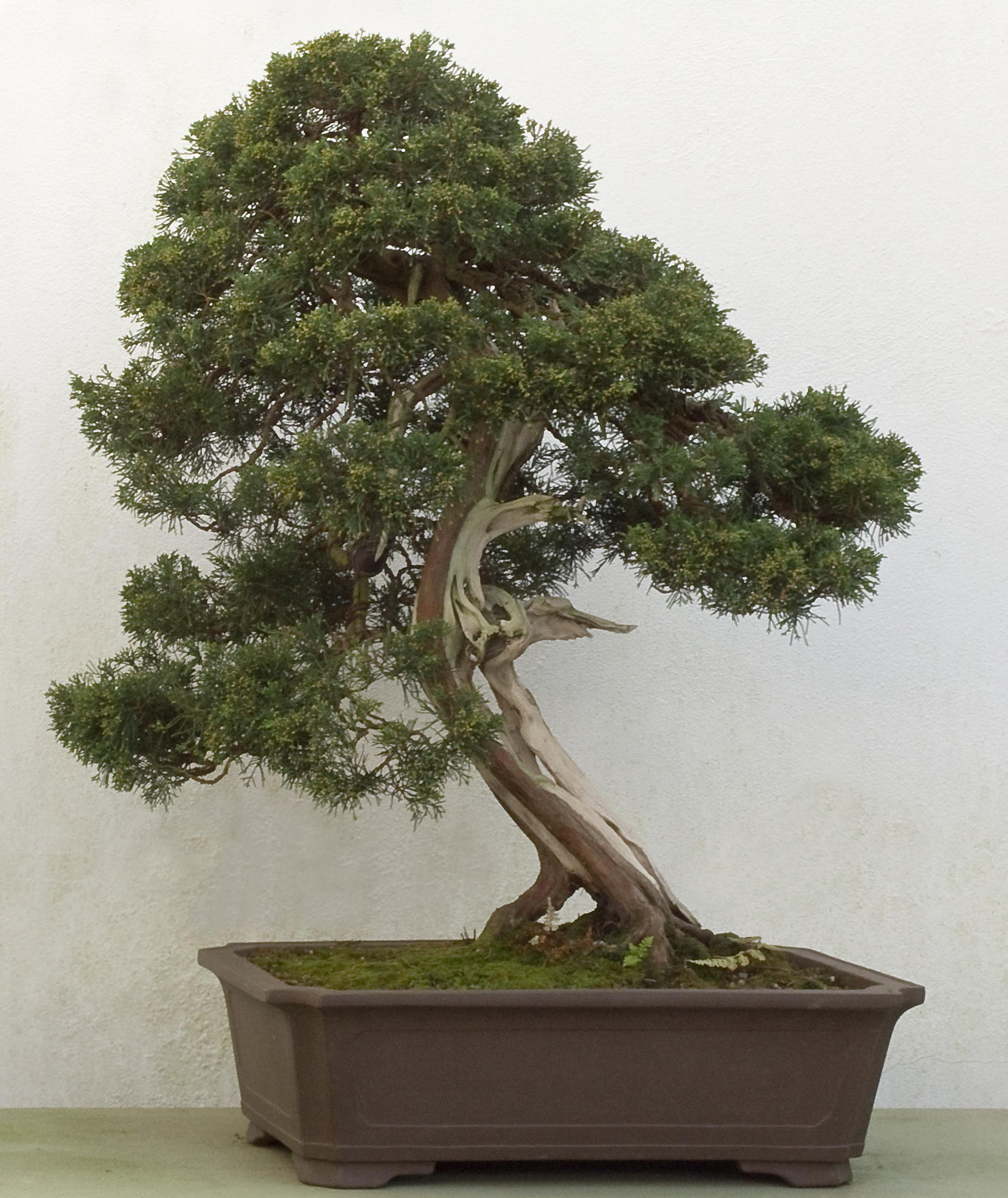
As a 250 year old bonsai in the Birmingham Botanical Gardens
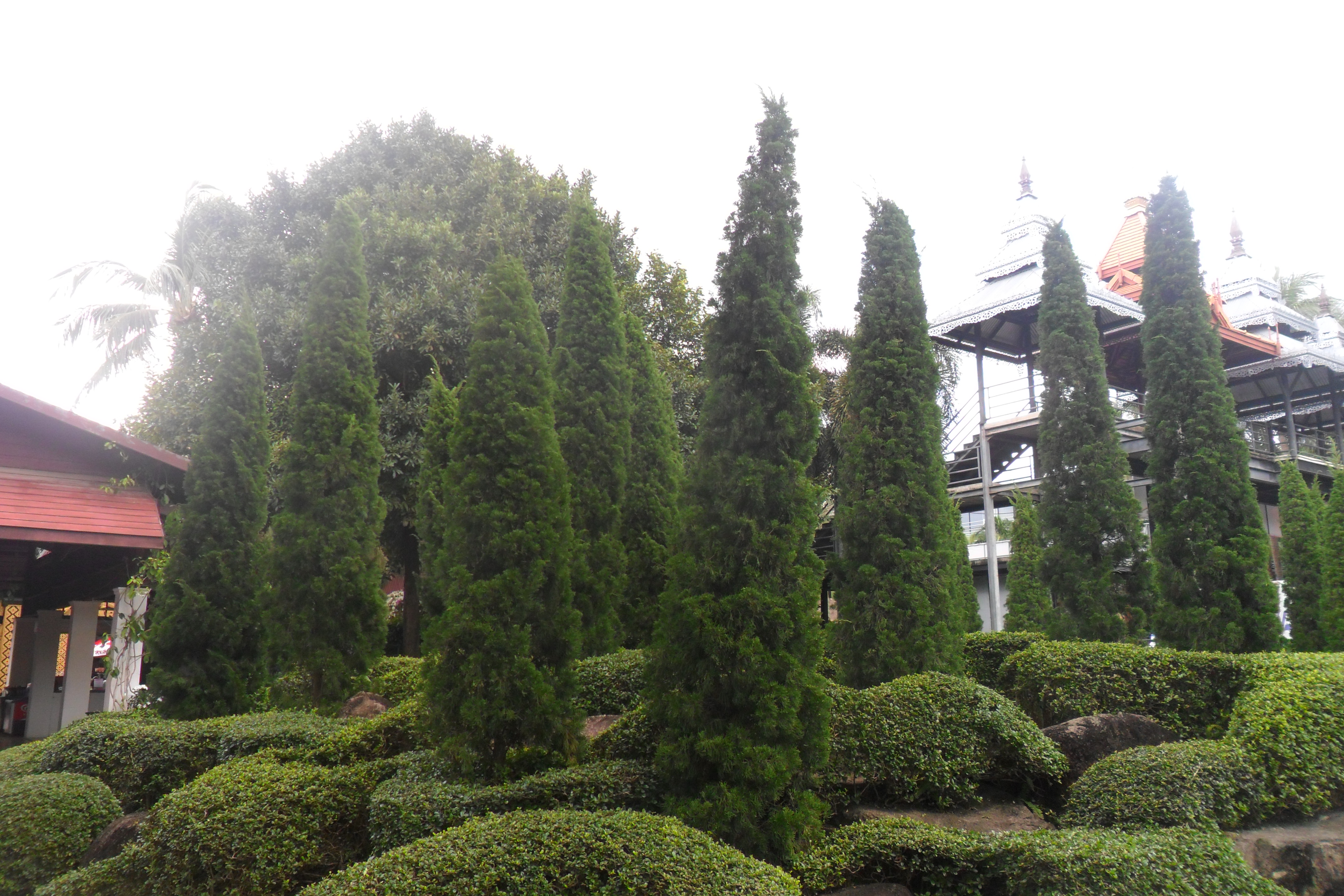